# Consolida camptocarpa
Consolida camptocarpa là một loài thực vật có hoa trong họ Mao lương. Loài này được (Fisch. & C.A.Mey. ex Ledeb.) Nevski mô tả khoa học đầu tiên năm 1948.